# Хојсенстам
Хојсенстам (њем. Heusenstamm) град је у њемачкој савезној држави Хесен. Једно је од 13 општинских средишта округа Офенбах. Према процјени из 2010. у граду је живјело 18.227 становника. Посједује регионалну шифру (AGS) 6438005.

## Географски и демографски подаци
Хојсенстам се налази у савезној држави Хесен у округу Офенбах. Град се налази на надморској висини од 130 метара. Површина општине износи 19,0 km². У самом граду је, према процјени из 2010. године, живјело 18.227 становника. Просјечна густина становништва износи 958 становника/km².

## Међународна сарадња
| Мјесто           | Држава               | Врста сарадње | Од    |
| ---------------- | -------------------- | ------------- | ----- |
| Тонбриџ и Малинг | Уједињено Краљевство | партнерство   | 1984. |
|                  | Француска            | партнерство   | 1969. |
| Мале             | Белгија              | партнерство   | 1991. |
| Извор            |                      |               |       |